# Марія Анна фон Коттулінська
Марія Анна графиня Котулінська, баронеса Котулін і Кржижковіце (нім. Maria Anna Gräfin Kottulinska, Baronin von Kottulin und Krzizkowitz; 12 травня 1707 — 6 лютого 1788, Відень) — герцогиня Ліхтенштейну.

## Життєпис
Вона народилася в сім'ї Франтішека Карла, графа Коттулінського, барона Котуліна і Кржижковіце, та його дружини Марії Антонії, графині Роттальської.
22 серпня 1729 року у Вадуці (Ліхтенштейн) вона вийшла заміж за 39-річного, тричі овдовілого принца Ліхтенштейну Йозефа Йоганна Адама, лише через чотири місяці після смерті його третьої дружини. Після трьох років шлюбу принц помер 17 грудня 1732 року у віці 42 роки у своєму замку в Валтіце. Шлюб був бездітним.
Овдовіла принцеса Марія-Анна пізніше, 10 жовтня 1740 року, вийшла заміж за графа Людвіка Фердинанда Шуленбурга — Ойнгаузена (1701—1754).
Померла 6 лютого 1788 року у Відні і була похована в парафіяльному та паломницькому костелі Відвідин Діви Марії в місті Маріабрунн (зараз — віденський район Хюттельдорф).